# Montagne Fendue
La montagne Fendue est une montagne québécoise situé à Saint-Fabien-de-Panet dans la MRC de Montmagny. La montagne est située à l'est du lac Talon.
Son nom est officialisé en 1978.